# Формація Моррісон

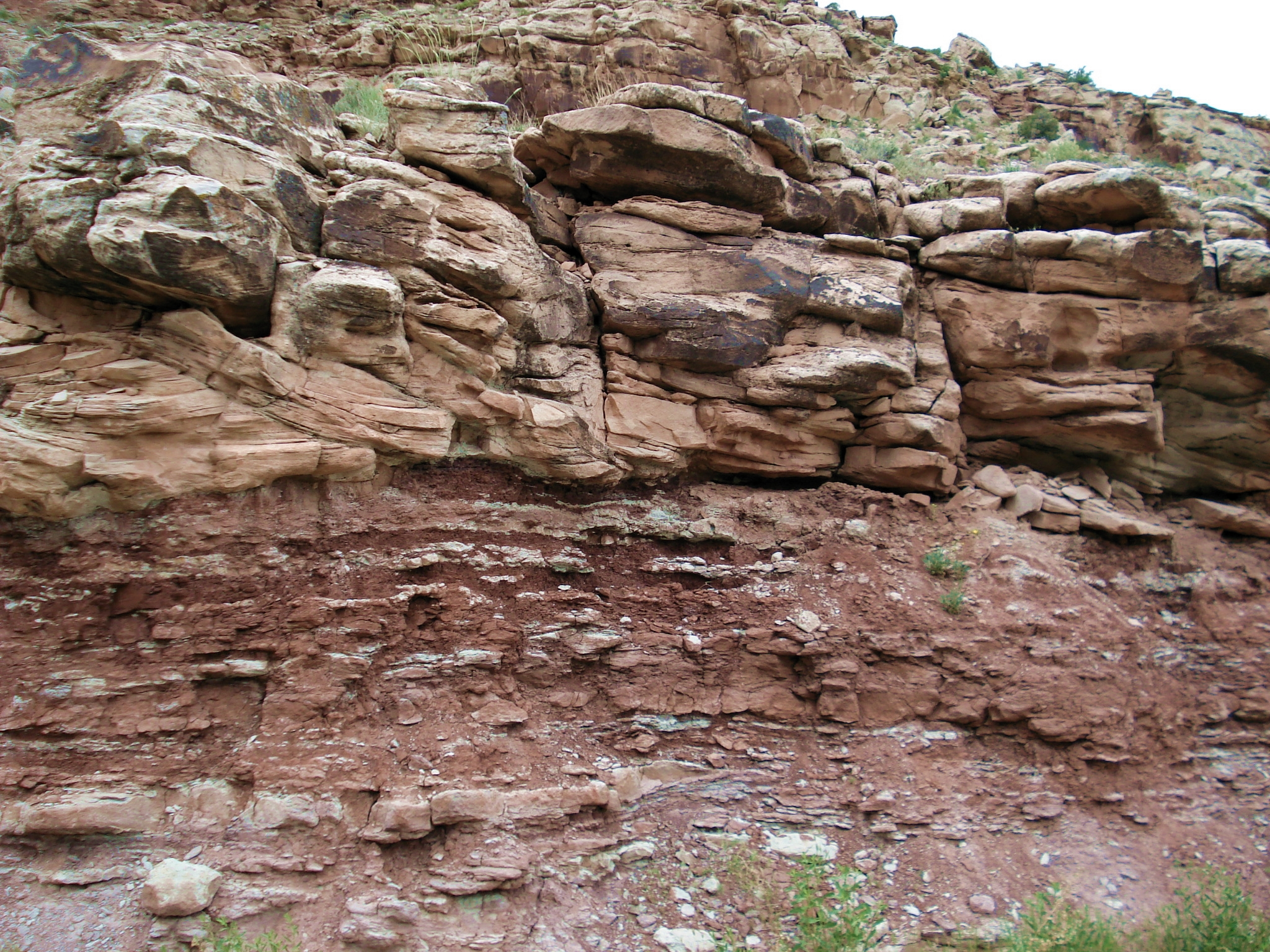
Породи формації Моррісон

Формація Моррісон — шар осадових порід, що утворився на заході США в кінці Юрського періоду в Кімериджському і Титонському ярусах, 156—146 млн р.т. Формація є дуже багатою на скам'янілості того часу, зокрема рештками знаменитих видів динозаврів.
Більша частина зосереджена в Колорадо, Вайомінгу і Юті, окрім того, присутня в Айдахо, Монтані, Північній та Південній Дакоті, в Небрасці, Канзасі, Оклахомі, Техасі⁣, а також в Аризоні і Нью-Мексико.

## Скам'янілості динозаврів
Формація знаменита своєю багатою фауною пізньої Юри, в першу чергу динозаврами. Найбільше схожа з фауною формації Лоурінья, в Португалії, а також з фауною формації Тендагуру, в Танзанії. Ці три формації датуються приблизно одним часом, крім того, в них попадаються еволюційно близькі, або ідентичні види динозаврів.

### Птахотазові динозаври

#### Неорнітисхи
| Рід        | Вид             | Локація                            | Опис | Фото |
| ---------- | --------------- | ---------------------------------- | --- | ---- |
| Нанозавр   | N. agilis       | Колорадо                           | Дрібний орнітисх, близький до Тесцелозаврових.                                                                  |      |
| Утеодон    | U. aphanoecetes | Юта                                | Невеликий базальний Ігуанодонтовий.                                                                             |      |
| Дріозавр   | D. altus        | Колорадо і Вайомінг                | Досить чисельний вид базальних Ігуанодонтових, який був широко розповсюдженим в свій час.                       |      |
| Дріозавр   | D. elderae      | Юта                                | Відомий по двом скелетам, був виділений недавно, в 2018 році.                                                   |      |
| Камптозавр | C. dispar       | Колорадо, Вайомінг, Юта і Оклахома | Ще один базальний Ігуанодонтовий, більшого розміру. Досить розповсюджений, часто зустрічається зі Стегозаврами. |      |

#### Тиреофори
| Рід           | Вид            | Локація                   | Опис | Фото |
| ------------- | -------------- | ------------------------- | --- | ---- |
| Гаргойлеозавр | G. parkpinorum | Вайомінг                  | Один з небагатьох Нодозаврид, що жили в Юрському періоді. |      |
| Мімурапельта  | M. maysi       | Колорадо і Юта            | Перший відомий Нодозаврид Юрського періоду в Північній Америці. Є одним з найраніших і найбазальніших в родині.                                                       |      |
| Алковазавр    | A. longispinus | Вайомінг                  | Стегозаврид, раніше ідентифікований, як вид Стегозавра, потім, як вид Кентрозавра. Лише в 2016 виділений в свій рід.                                                  |      |
| Гесперозавр   | H. mjosi       | Вайомінг                  | Рід, близький до Стегозавра. Менший, трохи примітивніший, відрізняється більш круглими пластинами.                                                                    |      |
| Стегозавр     | S. stenops     | Колорадо, Вайомінг і Юта. | Типовий і найбільш відомий вид. Менший за інші види, але має більші пластини.                                                                                         |      |
| Стегозавр     | S. ungulatus   | Вайомінг і Юта            | Цей вид більший за розмірами, ніж типовий. Мав менші пластини і довші кінцівки.                                                                                       |      |
| Стегозавр     | S. sulcatus    | Вайомінг                  | Відрізняється від інших дуже великими шипами. Шипи можливо походять не з хвоста, а зі спини. В такому випадку це може бути вид, який не належить до роду Стегозаврів. |      |

### Завроподи
В формації Моррісон знайдено багато решток Завроподів, хоча часто єдиним зразком виду є одна — дві кістки. Тим не менше, такі представники, як Бронтозавр, Диплодок і Брахіозавр точно відомі більшості людей, хто хоч трохи цікавився динозаврами.

#### Диплодокоїди
| Рід            | Вид          | Локація                     | Опис | Фото |
| -------------- | ------------ | --------------------------- | --- | ---- |
| Гаплокантозавр | H. priscus   | Колорадо і Вайомінг         | Невеликий, порівняно з іншими представниками формації завропод.                                                                                    |      |
| Гаплокантозавр | H. deifsi    | Колорадо                    | На відмінну від типового виду, є тільки один екземпляр, але не зважаючи на це є повнішим, ніж такі в типового.                                     |      |
| Бронтозавр     | B. excelsus  | Вайомінг                    | Типовий вид Бронтозавра. Багато палеонтологів вважають Бронтозавра синонімом Апатозавра. Досягає 22 метрів в довжину і важив близько 15 тон.       |      |
| Бронтозавр     | B. parvus    | Вайомінг і Юта              | Спочатку був описаний, як Елозавр, потім був занесений до Апатозавра. З 2015 відноситься до Бронтозавра.                                           |      |
| Бронтозавр     | B. yahnahpin | Вайомінг                    | Найстаріший вид Бронтозавра, походить з нижнього Моррісона.                                                                                        |      |
| Апатозавр      | A. ajax      | Колорадо                    | Типовий вид Апатозавра, являє собою доволі фрагментарний зразок.                                                                                   |      |
| Апатозавр      | A. louisae   | Колорадо і Юта              | Відомий по кількох скелетах. Досягає довжини 23 метрів і маси біля 17 тон.                                                                         |      |
| Галеамопус     | G. hayi      | Вайомінг                    | Диплодоцид з раннього Моррісона, відомий за добре збереженим скелетом.                                                                             |      |
| Галеамопус     | G. pabsti    | Колорадо і Вайомінг         | В 2017 році скелет, який мав певні відмінності був віднесений до нового виду.                                                                      |      |
| Каатедок       | K. siberi    | Вайомінг                    | Відносно малий, порівняно з іншими Диплодоковими, досягав довжини в 14 метрів.                                                                     |      |
| Суперзавр      | S. vivianae  | Колорадо і Вайомінг         | Один з найдовших відомих динозаврів, довжиною до 35 метрів і вагою в 35 — 40 тон.                                                                  |      |
| Диплодок       | D. carnegii  | Вайомінг                    | Досягаючи довжини 26 метрів, важив 15 тон. Знаменитий і доволі розповсюджений вид.                                                                 |      |
| Диплодок       | D. hallorum  | Вайомінг, Юта і Нью-Мексико | Раніше був відомий, як Сейсмозавр, зараз відомий, як більший вид Диплодока. Це один з найдовших динозаврів, довжиною в 35 метрів і масою в 38 тон. |      |
| Барозавр       | B. lentus    | Юта і Південна Дакота       | Близький до Диплодока рід. Досягав довжини до 30 метрів і важив до 20 тон.                                                                         |      |
| Барозавр       | B.sp.        | Вайомінг, Юта і Оклахома    | Певні невизначені рештки Барозавра були знайдені в формації Моррісон на території трьох штатів.                                                    |      |

#### Макронарії
| Рід        | Вид           | Локація                      | Опис | Фото |
| ---------- | ------------- | ---------------------------- | --- | ---- |
| Камаразавр | C. grandis    | Колорадо, Вайомінг і Монтана | Найстаріший з відомих видів Камаразавра, досягаючи довжини 15 метрів, важив 13 тон.                              |      |
| Камаразавр | C. lentus     | Вайомінг і Юта               | Був проміжною ланкою між раннім і пізнім видами Камаразавра. Досягав довжини в 15 метрів і важив 15 тон.         |      |
| Камаразавр | C. supremus   | Колорадо і Оклахома          | Типовий і найпізніший вид Камаразавра. Найбільший представник роду, досягав довжини в 18 метрів і важив 23 тони. |      |
| Брахіозавр | B. altithorax | Колорадо                     | Найбільший представник формації. Він, будучи в довжину 22 метри, важив до 50 тон.                                |      |

### Тероподи

#### Целурозаври
| Рід          | Вид           | Локація        | Опис                                                          | Фото |
| ------------ | ------------- | -------------- | ------------------------------------------------------------- | ---- |
| Целюр        | C. fragilis   | Вайомінг і Юта | Рід невеликих тероподів, тісно пов'язаний з Тиранозавроїдами. |      |
| Орнітолест   | O. hermanni   | Вайомінг       | Невеликий базальний Целурозавр.                               |      |
| Стокесозавр  | S. clevelandi | Юта            | Чотирьохметровий рід Тиранозавроїдів.                         |      |
| Таніколагрей | T. topwilsoni | Вайомінг і Юта | Базальний Целурозавр, дуже схожий на Целюра.                  |      |

#### Цератозаври і Мегалозаври
| Рід        | Вид              | Локація                  | Опис                                                                                    | Фото |
| ---------- | ---------------- | ------------------------ | --------------------------------------------------------------------------------------- | ---- |
| Цератозавр | C. nasicornis    | Колорадо і Юта           | Типовий вид Цератозавра, довжиною в 5 — 6 метрів. До нього належить більшість скелетів. |      |
| Цератозавр | C. dentisulcatus | Юта                      | Є найбільшим екземпляром Цератозавра, довжиною до 7 метрів.                             |      |
| Цератозавр | C. magnicornis   | Колорадо                 | Один фрагментарний екземпляр, скоріше за все синонім типового виду.                     |      |
| Маршозавр  | M. bicentesimus  | Колорадо і Юта           | Середньорозмірний П'ятницкизаврид з раннього Моррісона.                                 |      |
| Торвозавр  | T. tanneri       | Колорадо, Вайомінг і Юта | Великий Мегалозаврид, довжиною в 10 — 11 метрів.                                        |      |

#### Карнозаври
| Ряд           | Вид           | Локація                                                          | Опис | Фото |
| ------------- | ------------- | ---------------------------------------------------------------- | --- | ---- |
| Алозавр       | A. fragilis   | Колорадо, Вайомінг, Юта, Нью-Мексико, Оклахома і Південна Дакота | Типовий вид Алозавра, екземплярів якого було досить багато знайдено. Він був головним і найрозповсюдженішим хижаком формації. Найбільший зразок досягав довжини 9,7 метрів і важив 2,5 тон.                               |      |
| Алозавр       | A. jimmadseni | Вайомінг і Юта                                                   | Більш ранній вид Алозавра, з худішою і більш видовженою головою. Саме до цього виду відноситься «Великий Ал» — найповніший скелет роду. Був предком типового роду, також певний час існував паралельно з ним.             |      |
| Заурофаганакс | S. maximus    | Оклахома                                                         | Через фрагментарність екземплярів ведуться суперечки, щодо його самостійності, оскільки він дуже схожий на Алозавра. Заурофаганакс — найбільший хижак формації і всього Юрського періоду, міг досягати довжини 12 метрів. |      |

| Геологія | Це незавершена стаття з геології. Ви можете допомогти проєкту, виправивши або дописавши її. |